# 長刀

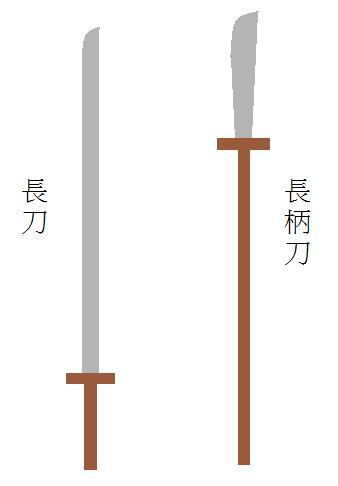
長刀與長柄刀的比較。

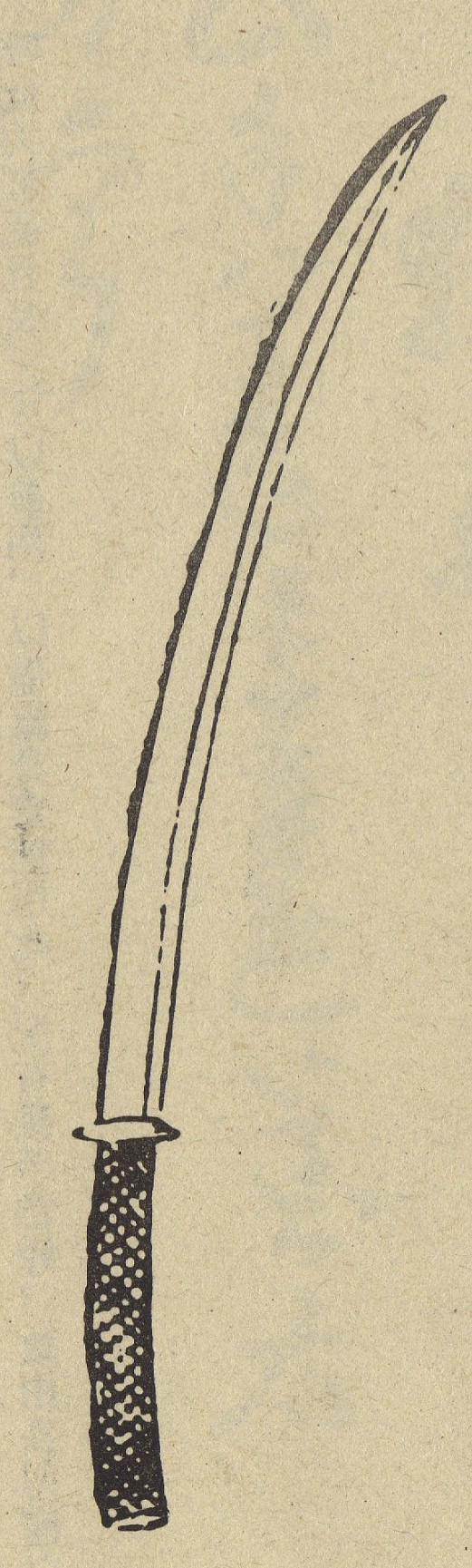

長刀是擁有較長刃部的刀種，在明代與腰刀相對而稱。中國漢朝的環首刀、中國唐朝的橫刀、日本的日本刀、中國明朝的苗刀、倭刀都可被歸類為長刀。

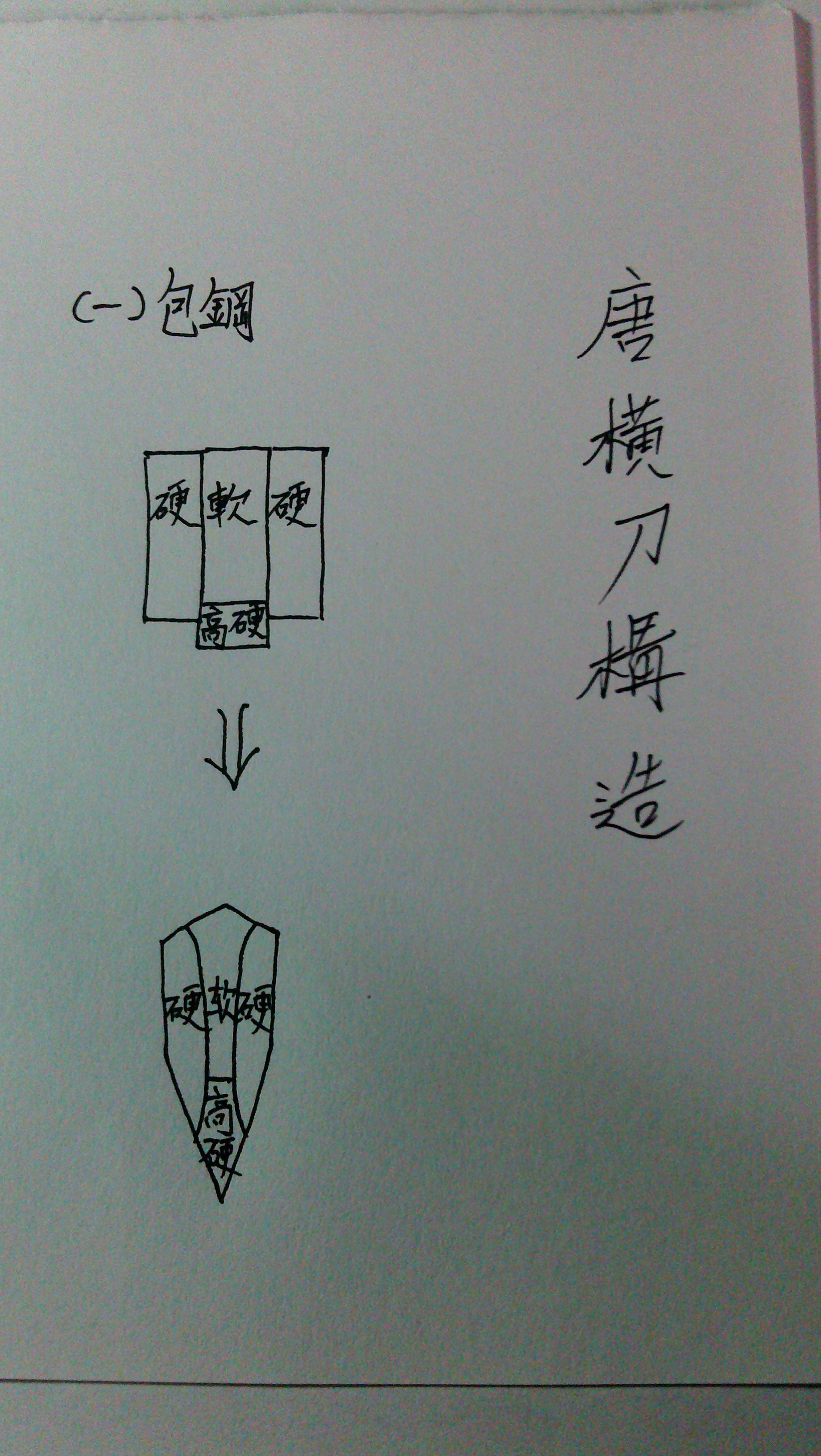
唐代寶刀橫刀橫截面構造——包鋼

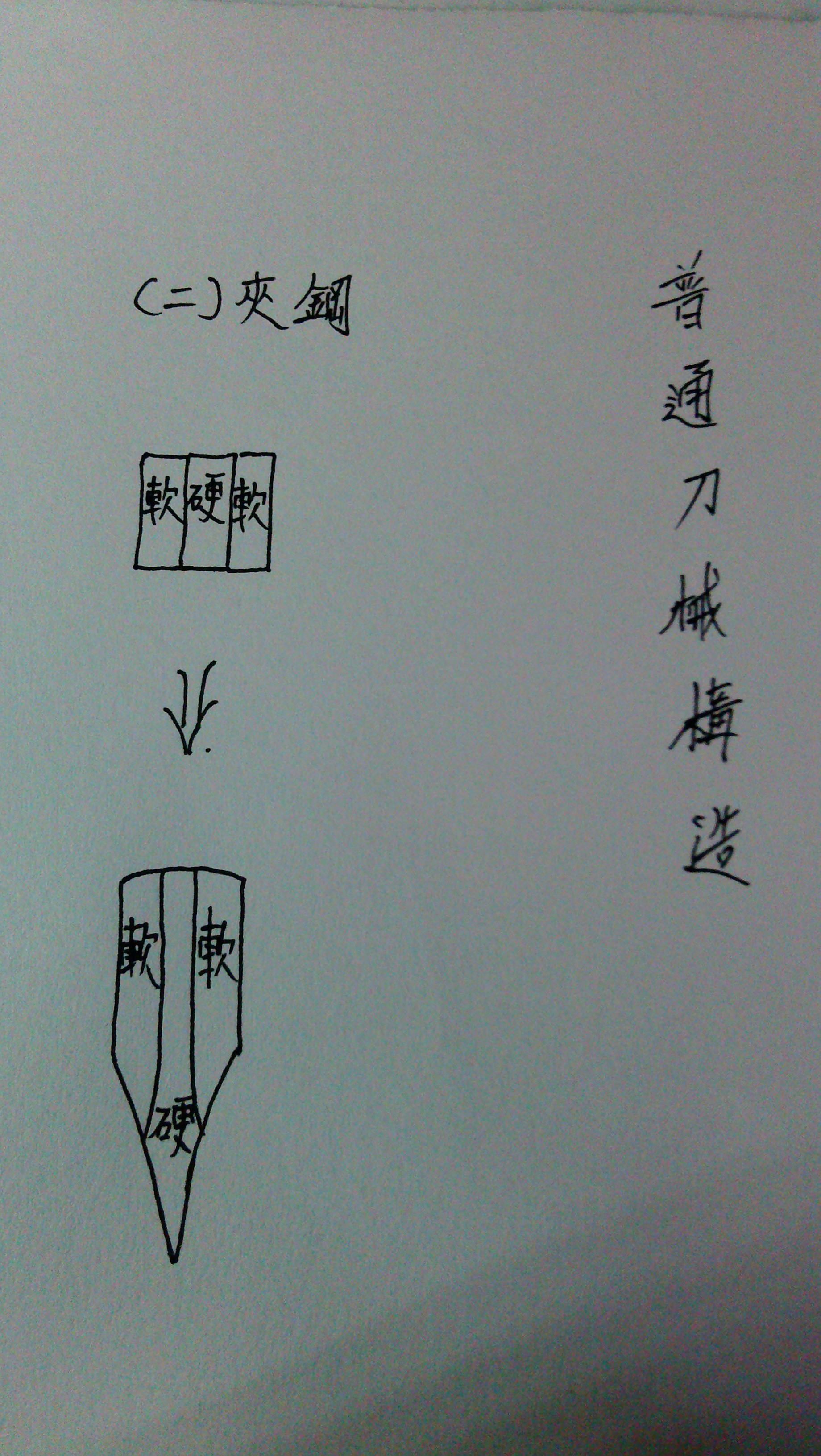
中國刀劍普遍材料橫截面——夾鋼

## 註
1. ↑  明代錦衣衛配一把長刀一把短刀，短的那把稱作腰刀。